# Hurrikan Ike
Hurrikan Ike war ein Hurrikan der atlantischen Hurrikansaison 2008, der Auswirkungen auf die Turks- und Caicosinseln, Haiti, Dominikanische Republik, Kuba, Florida, Mississippi, Louisiana, Texas, Ohio River, Ontario und Québec hatte.
Eine tropische Störung entwickelte sich ab Ende August vor der Küste Afrikas. Das System wanderte südlich an den Kapverden vorbei und entwickelte sich langsam. Am 1. September klassifizierte das National Hurricane Center (NHC) die Störung als tropisches Tiefdruckgebiet Neun, westlich der Kapverdischen Inseln. Am 3. September entwickelte Ike ein Auge und wurde vom NHC zum Hurrikan hochgestuft. Ike intensivierte sich sehr schnell, der Zentraldruck fiel innerhalb von zwölf Stunden um 43 hPa. Ike entwickelte sich in dieser Zeit zu einem Hurrikan der Kategorie 4, der Windgeschwindigkeiten von 230 km/h erreichte. Auf dem Weg des Sturms über die Turks- und Caicosinseln zerstörte er 80 % aller Häuser. In Haiti verloren mindestens 47 Menschen ihr Leben.

## Sturmverlauf

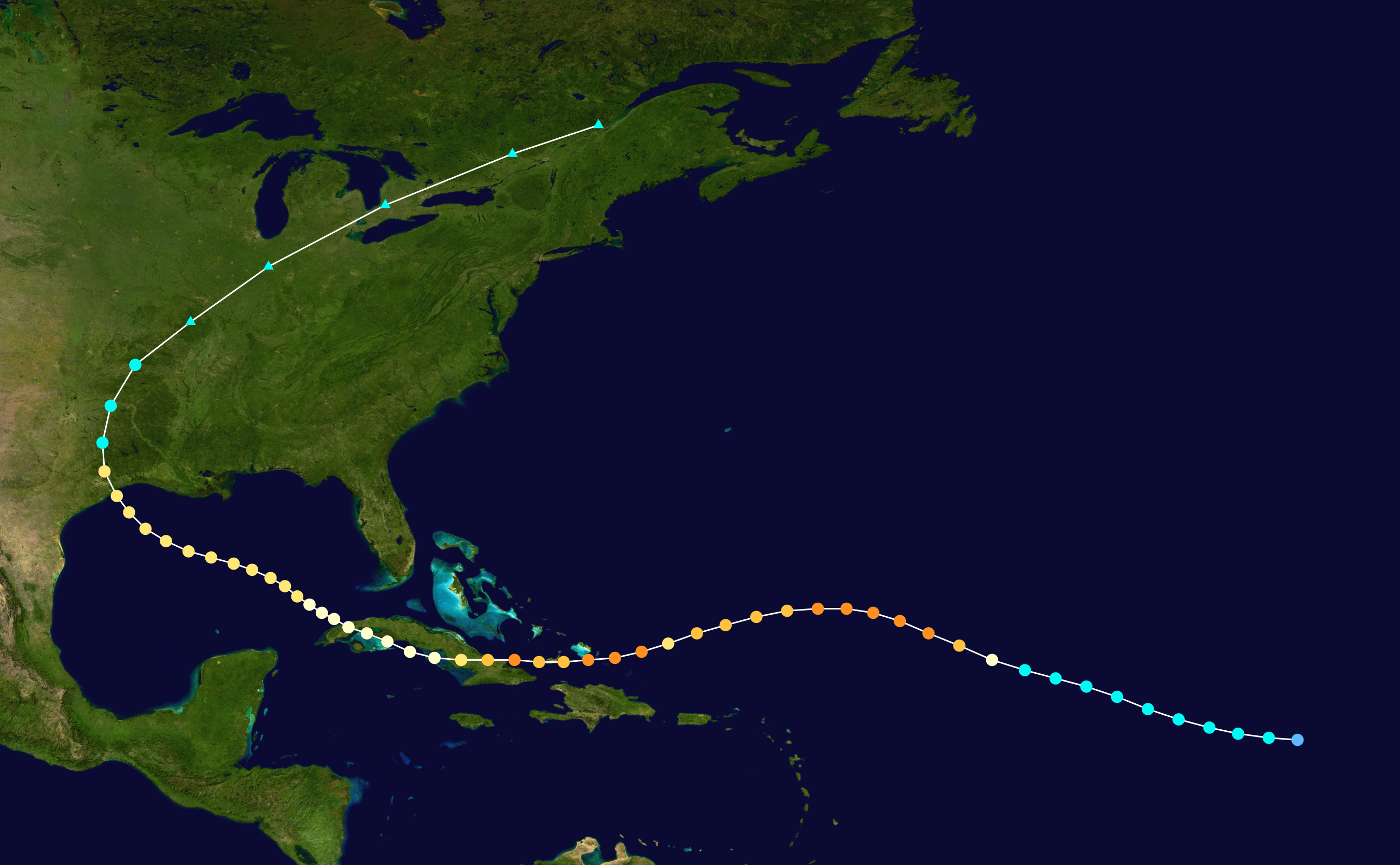
Zugbahn von Hurrikan Ike

Am 8. September um 1:45 Uhr (UTC) erreichte das Zentrum von Ike mit Geschwindigkeiten von rund 200 km/h die kubanische Küste in der Nähe des Cabo Lucrecia, Municipio Banes, an der Nordküste der Provinz Holguín. Das Auge hatte zu diesem Zeitpunkt einen Durchmesser von 30 km. Die Wolken reichten am Rand des Auges bis in eine Höhe von 16 km. Danach bewegte sich Ike mit einer Geschwindigkeit von rund 210 km/h entlang der Nordküste in Richtung der Provinz Las Tunas.
Im Süden der Provinz Ciego de Ávila zog Ike wieder aufs Meer hinaus und bewegte sich an der Südküste Kubas entlang auf die schon durch Hurrikan Gustav stark in Mitleidenschaft gezogene Provinz Pinar del Río zu. Dabei richtete Ike besonders in den östlichen Provinzen schwere Schäden an Gebäuden, Infrastruktur und in der Landwirtschaft an. Die Schadenshöhe wird von den kubanischen Behörden mit über sieben Milliarden US-Dollar angegeben.

In elf von 14 Provinzen wurde am Dienstagabend, dem 9. September, vorsorglich der Strom abgeschaltet. Vier Menschen kamen nach Angaben der kubanischen Behörden ums Leben. Über zwei Millionen wurden vorsorglich in sichere Unterkünfte gebracht.

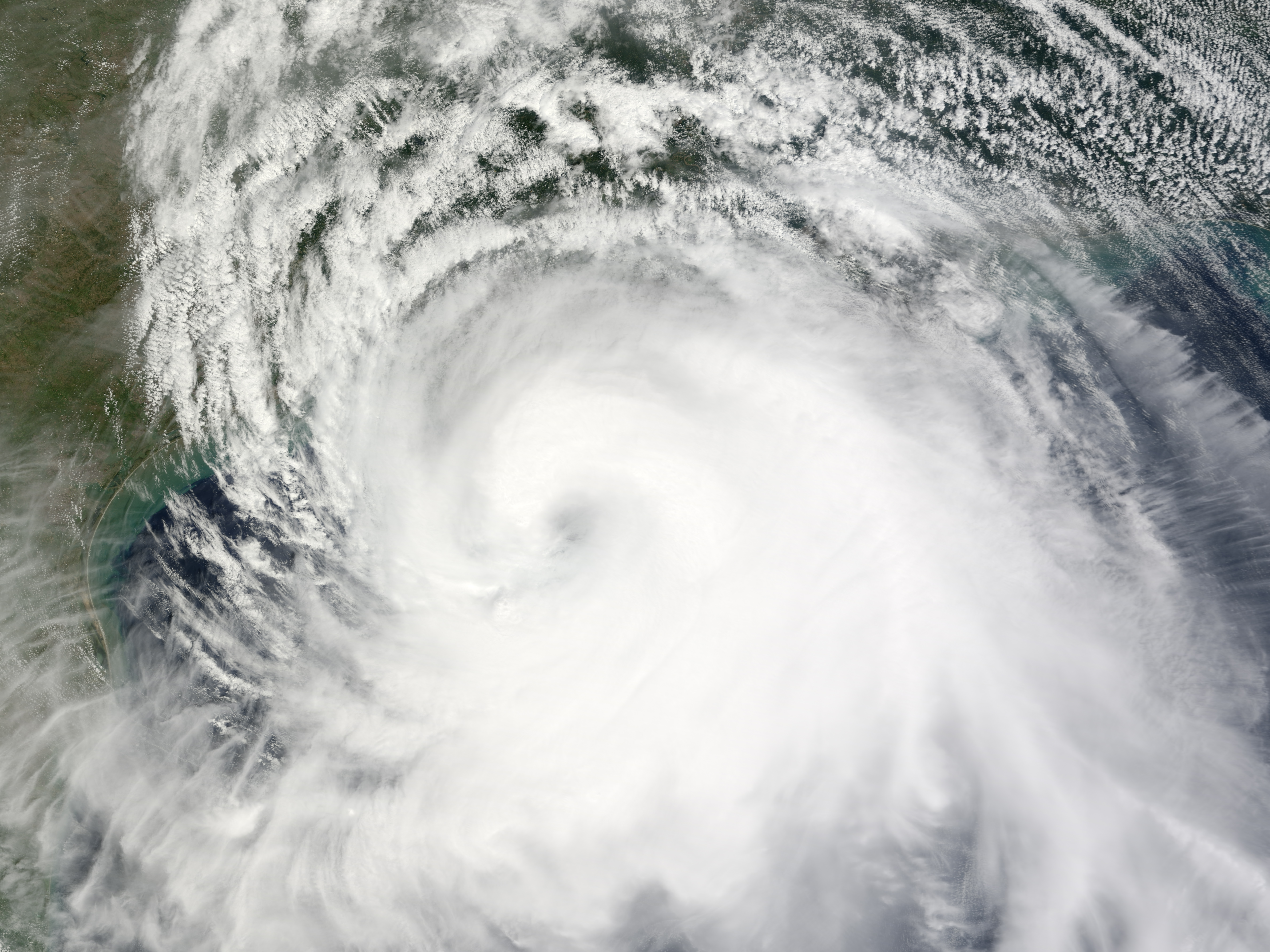
Ike bei der Annäherung an die texanische Küste

Am 11. September erreichte Ike die Kategorie 2 und nahm Kurs auf Texas. Hurrikan Ike schob aufgrund seiner immensen Ausdehnung von 1400 km Durchmesser eine mehrere Meter hohe Flutwelle vor sich her. Ike traf in den frühen Morgenstunden des 13. Septembers zwischen Corpus Christi und Houston auf Land. In Galveston, welches schon einmal im Jahr 1900 von einem Hurrikan mit 6000 Opfern verwüstet worden war, und mehreren küstennahen Kreisen ordneten die Behörden die Zwangsevakuierung an und forderten eine Million Menschen auf, die Küstengebiete zu verlassen

. Der Gouverneur von Texas Rick Perry sagte, ohne eine Evakuierung der gefährdeten Gebiete könnten bis zu 1,5 Millionen Menschen sterben.

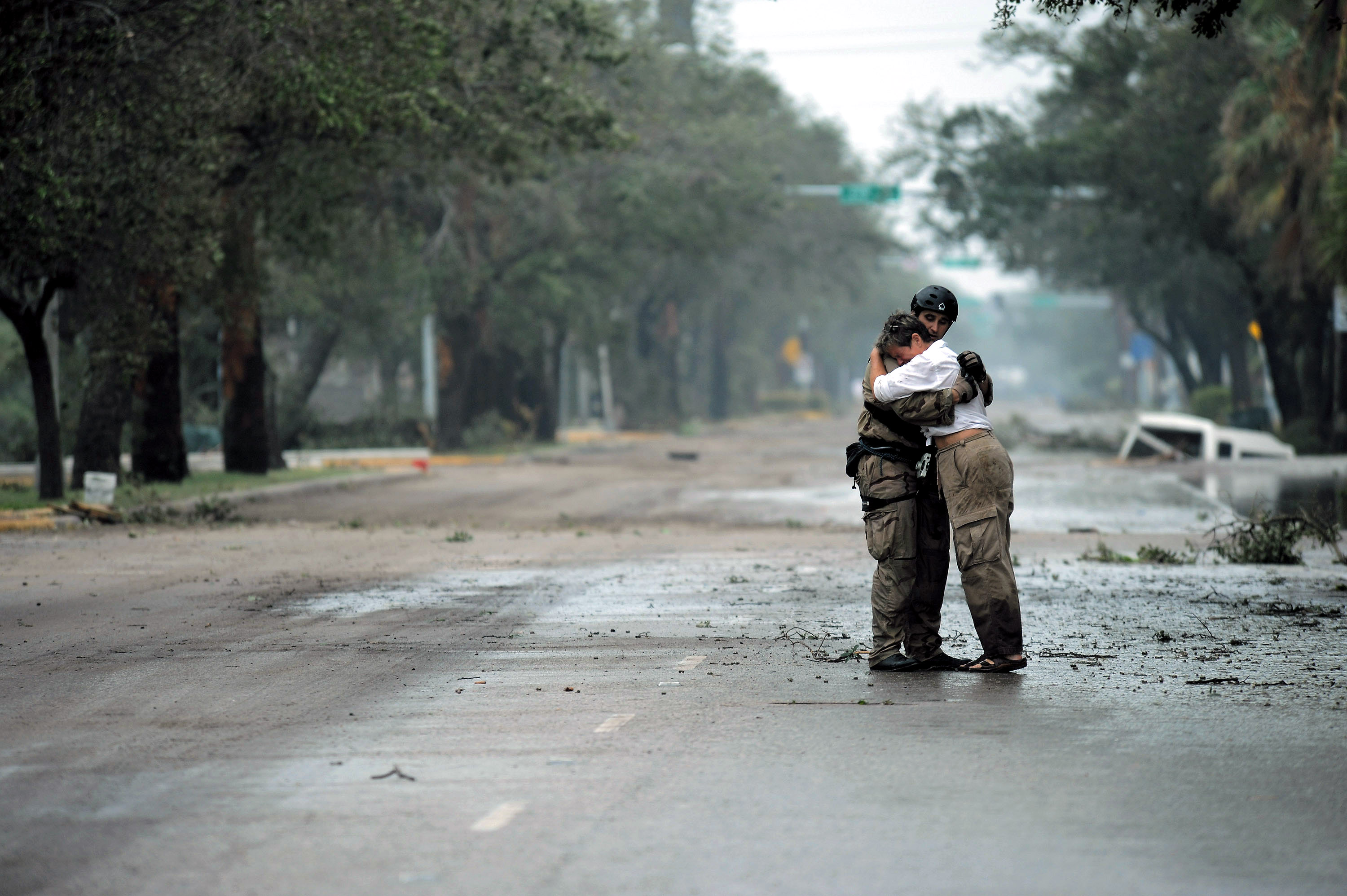
Folgen von Hurrikan Ike

Nach Angaben von Gouverneur Perry waren die Schäden in der Millionenstadt Houston nicht so schlimm wie befürchtet, jedoch habe es in umliegenden Countys „schwere Schäden an der Infrastruktur“ gegeben. Auf einer Länge von 160 Kilometern waren ca. 100.000 Häuser von Überschwemmungen betroffen. Die rund 30 Kilometer südöstlich von Houston gelegene Stadt Galveston wurde zu weiten Teilen überflutet. Schwere Schäden gab es in den Einrichtungen zur Stromversorgung.
In den überfluteten Gebieten waren Helfer unterwegs zu 140.000 Menschen, die sich der Zwangsevakuierung widersetzt hatten. Die Rettungsaktion gilt als größte in der Geschichte von Texas.

## Auswirkungen
| Staat                   | Tote | Vermisste |
| Haiti                   | 74   | ?         |
| Dominikanische Republik | 2    | ?         |
| Kuba                    | 7    | ?         |
| Vereinigte Staaten      | 112  | 34        |
| Gesamt                  | 195  | 34        |

### Turks- und Caicosinseln
Das erste bewohnte Gebiet, das die Auswirkungen von Ike zu spüren bekam, waren die zum Vereinigten Königreich gehörenden Turks- und Caicosinseln. Auf Grand Turk Island fiel verbreitet der Strom aus, 95 % der Häuser wurden beschädigt, davon ein Fünftel schwer. Auf South Caicos wurden mehr als ein Drittel der Häuser deutlich beschädigt oder zerstört. Auf den übrigen Inseln der Inselgruppe waren die Schäden in der Regel geringer. Aufgrund des Ausmaßes der Zerstörungen erklärte die Regierung Grand Turk und South Caicos zum Katastrophengebiet. Insgesamt wurden auf den Turks- und Caicosinseln etwa 750 Einwohner obdachlos.

### Haiti
Die äußeren Regenbänder von Ike verursachten in Haiti weitere Überschwemmungen. Das Land war bereits durch Hanna verwüstet und wurde auch von Fay und Gustav schwer getroffen. Die letzte noch stehende Brücke in die Stadt Gonaïves wurde weggespult, wodurch die Hilfsmaßnahmen verlangsamt und die humanitäre Krise in der Region weiter vertieft wurden. 74 Tote wurden in Haiti durch Ike gemeldet, wovon die meisten aus der Küstensiedlung Cabaret stammten, die von Flutwasser und Erdrutschen weggerissen wurde. Premierministerin Michèle Pierre-Louis bat um internationale Hilfe und stellte fest, dass die vier Stürme innerhalb von drei Wochen mehr als 550 Haitianer getötet und mehr als eine Million obdachlos gemacht haben. Sie teilte auch mit, dass Teile von Gonaïves so schwer beschädigt wurden, dass die Stadt wohl an anderer Stelle wieder aufgebaut werden müsse.

### Kuba
Ike richtete vor allem in den östlichen Provinzen Holguín, Guantánamo und Las Tunas schwere Schäden an. In elf von vierzehn Provinzen wurde vorsorglich der Strom abgeschaltet. Allein in der Küstenstadt Baracoa, Provinz Guantánamo, beschädigten oder zerstörten bis zu sieben Meter hohe Wellen rund 1000 Häuser. Es gab schwere Schäden in allen Teilen der Infrastruktur: Zahlreiche Straßen wurden unterspült, Bäume ausgerissen, Strommasten umgekippt, Krankenhäuser zerstört. Große Teile der Ernte, vor allem Avocado, Zuckerrohr, Bananen, wurde in den am stärksten betroffenen Regionen vernichtet, was die chronische Lebensmittelknappheit in Kuba und die Abhängigkeit von teuren Importen weiter verstärkte. Auch Strände und die touristische Infrastruktur im Osten Kubas, zum Beispiel in Guardalavaca waren stark in Mitleidenschaft gezogen worden. Viele Reiseveranstalter hatten Reisen in den östlichen Teil Kubas zeitweise abgesagt. Die kubanische Regierung bat die USA um Lockerung des Embargos gegen Kuba, um dringend benötigte Mittel leichter importieren zu können. Dies wurde von der US-Regierung jedoch zurückgewiesen. Die kubanische Regierung schätzt die Schäden allein durch Ike auf über sieben Milliarden US-Dollar und die Gesamtschäden der Hurrikansaison 2008 auf knapp zehn Milliarden Dollar.

### Vereinigte Staaten
Aufgrund der Intensität des Hurrikans schloss Texas die meisten seiner Ölraffinerien vor dem Eintreffen des Sturmes. Die Vereinigten Staaten sind zu einem großen Teil von der Kapazität der texanischen Raffinerien abhängig und deswegen führte diese Schließung zu einem zeitweiligen Anstieg der Preise für Benzin, Heizöl und Erdgas. Siebzig Tote wurden in den Vereinigten Staaten auf Ike zurückgeführt, davon 33 in Texas, acht in Louisiana, einer in Arkansas, zwei in Tennessee, einer in Kentucky, sieben in Indiana, vier in Missouri, zwei in Illinois, zwei in Michigan, sieben in Ohio und einer in Pennsylvania, wobei zu dem Zeitpunkt 365 noch vermisst wurden.
Am 11. September hatte das 178 m lange Frachtschiff MS Antalina mit einigen weiteren den Hafen von Port Arthur verlassen, um dem Hurrikan zu entgehen. Das mit Petroleumkoks beladene Schiff geriet am 12. September in Seenot, als die Maschinen ausfielen und das Schiff etwa 145 km vor der Küste manövrierunfähig driftete. Die Besatzung versuchte zunächst, die Maschinen wieder in Gang zu setzen und als dies fehlschlug, wurde die United States Coast Guard um die Evakuierung der 22 Seeleute an Bord gebeten. Die Rettungsaktion musste aber abgebrochen werden, weil die Wetterbedingungen für eine Rettung bereits zu schlecht geworden waren und die Besatzung war gezwungen, den Vorbeizug des Hurrikans auf dem Schiff auszustehen. Die Besatzung überstand den Sturm unbeschadet und am 13. September wurde ein Schlepper entsendet, um das Schiff in den Hafen zurück zu schleppen.

#### Louisiana

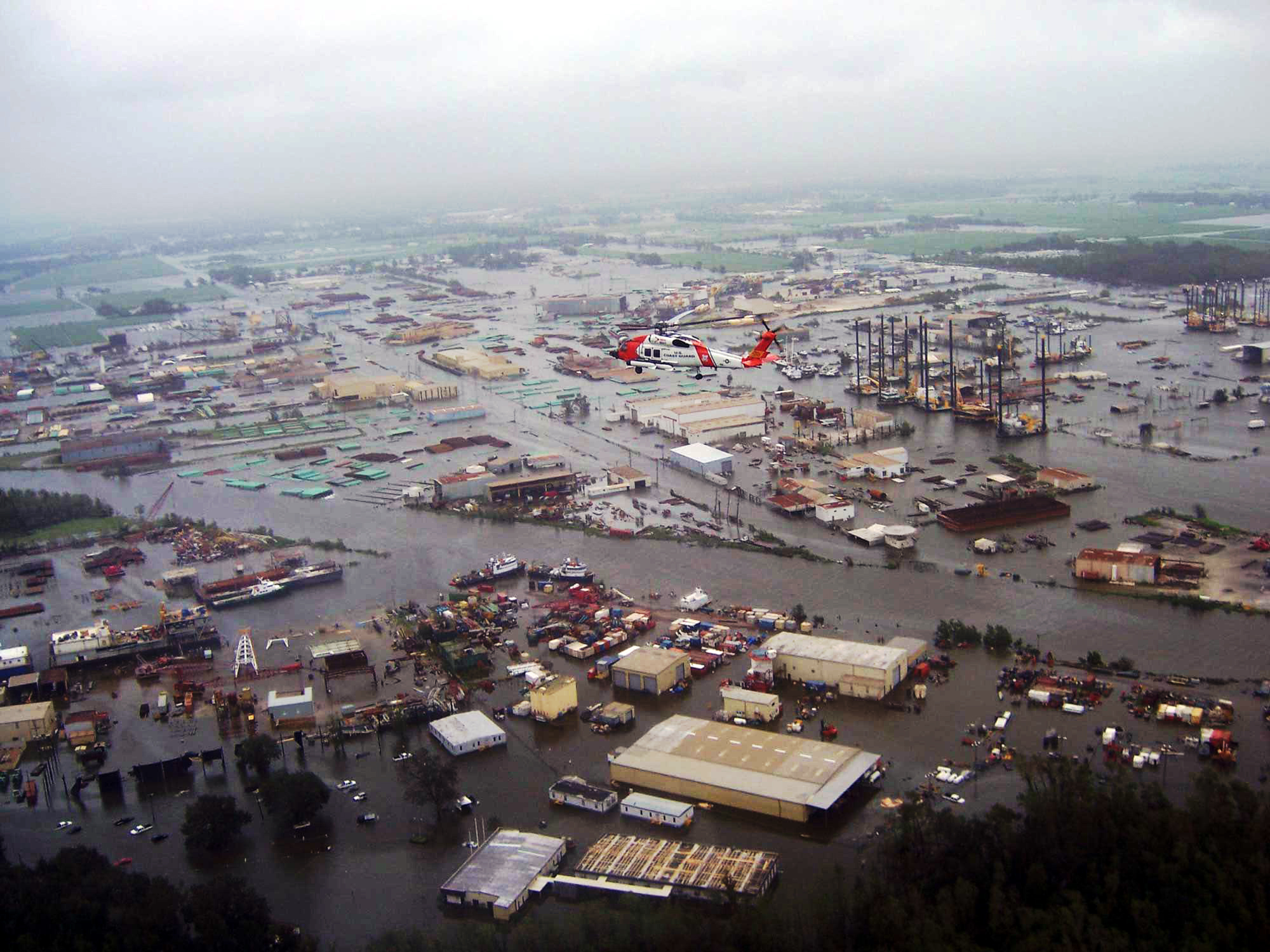
Ein Hubschrauber der U.S. Coast Guard über New Iberia, Louisiana

Die Sturmflut, die von Ike an Land geblasen wurde, erreichte die Küste von Louisiana erheblich früher, als das Hurrikanzentrum am 13. September die Küste von Texas kreuzte. Einige mittlere und westlichen Küstenabschnitte Louisianas, die bereits durch Gustav überschwemmt wurden, überflutete Ike erneut. In manchen Gebieten des Staates war die Stromversorgung nach Gustav noch nicht wiederhergestellt und Ike sorgte für zusätzliche Ausfälle. Die am stärksten betroffenen Gebiet lage in und um den Cameron Parish, der 2005 durch Hurrikan Rita und 1957 durch Hurrikan Audrey verwüstet wurde. Die Küstengebiete wurden fast vollständig überflutet und das von der Sturmflut bedeckten Gebiete reichten nordwärts bis nach Lake Charles. Hunderte von Anwohnern mussten gerettet werden,
In einem überschwemmten Bayou im Terrebonne Parish ertrank ein Mensch und einer starb durch die Einwirkungen des Sturmes bei Houma. Zwei Personen wurden bei einem Verkehrsunfall während der Evakuierung im Iberville Parish getötet, und zwei weitere durch den Sturm verschuldete Todesfälle im Jefferson Davis Parish gingen auf natürliche Ursachen zurück. Zwei Arbeiter eines Energieversorgungsunternehmens wurden durch Stromschlag bei der Instandsetzung von Leitungen getötet.

#### Texas
Am Morgen des 13. September 2008 um 2:10 Uhr Ortszeit zog das Auge am nördlichen Ende von Galveston Island über Land und erreichte damit die texanische Küste.
Der Wetterdienst hatte die Bewohner niedrig gelegener Gebiete davor gewarnt, dass sie durch die Sturmflut dem „sicheren Tod entgegen sehen“, falls sie nicht der Evakuierung folge leisteten und es stellte sich heraus, dass für einige diese Warnung zur Wirklichkeit wurde.
In einigen texanischen Städten war es bereits am Abend zuvor zu Stromausfällen gekommen, von denen zwischen 2,8 Millionen und 4,5 Millionen Haushalte betroffen waren.

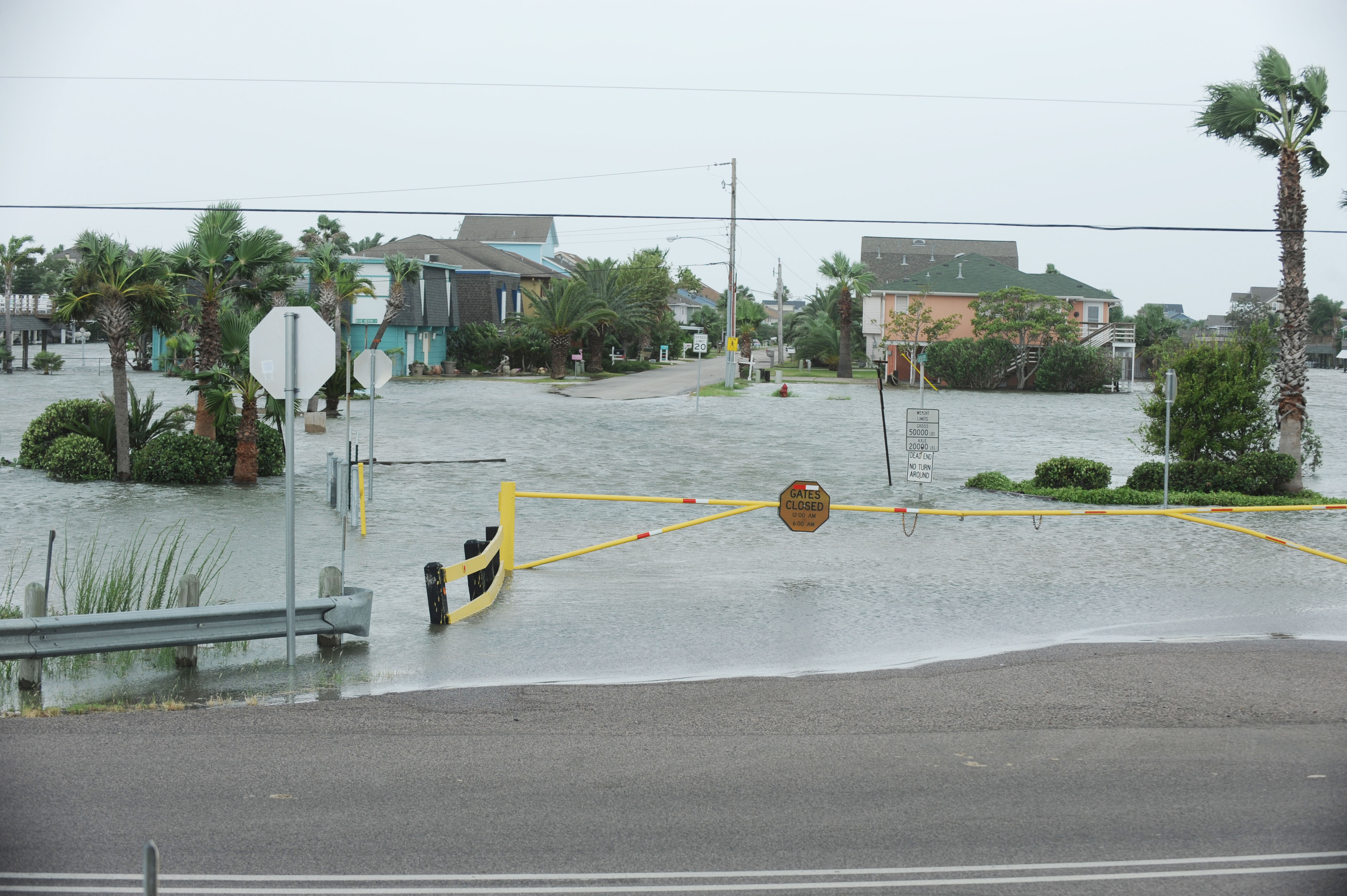
Steigen der Flut in einem Stadtviertel von Bayou Vista, Texas.

In Galveston begann die Sturmflut am 12. September um 16:00 Uhr Ortszeit (21:00 Uhr UTC) die 5,2 m hohe Galveston Seawall zu überspülen, durch die Galveston vom Golf von Mexiko getrennt ist. Die Wellen waren schon den ganzen Tag über gegen die Mauer gebrandet.
Zwar liegt der Seawall Boulevard über der Küstenlinie, die Gebiete dahinter liegen jedoch niedriger.
Obwohl bereits zur Evakuierung aufgerufen worden war, befand sich am Freitagmorgen nach Schätzungen der Stadtverwaltung noch ein Viertel der Bewohner in der Stadt und ignorierte die Befürchtungen, dass der größte Teil der Insel durch die Sturmflut überspült werden würde. Zwar herrschte Uneinigkeit darüber, wie viele der 58.000 Einwohner in der Stadt verblieben waren, die Zahl wurde jedoch geschätzt.
Von der Sturmflut war auch das Zentrum von Galveston betroffen, rund zwei Meter hoch stand das Wasser im Courthouse des Galveston Countys und auch die Einrichtungen der University of Texas in Galveston waren überflutet.

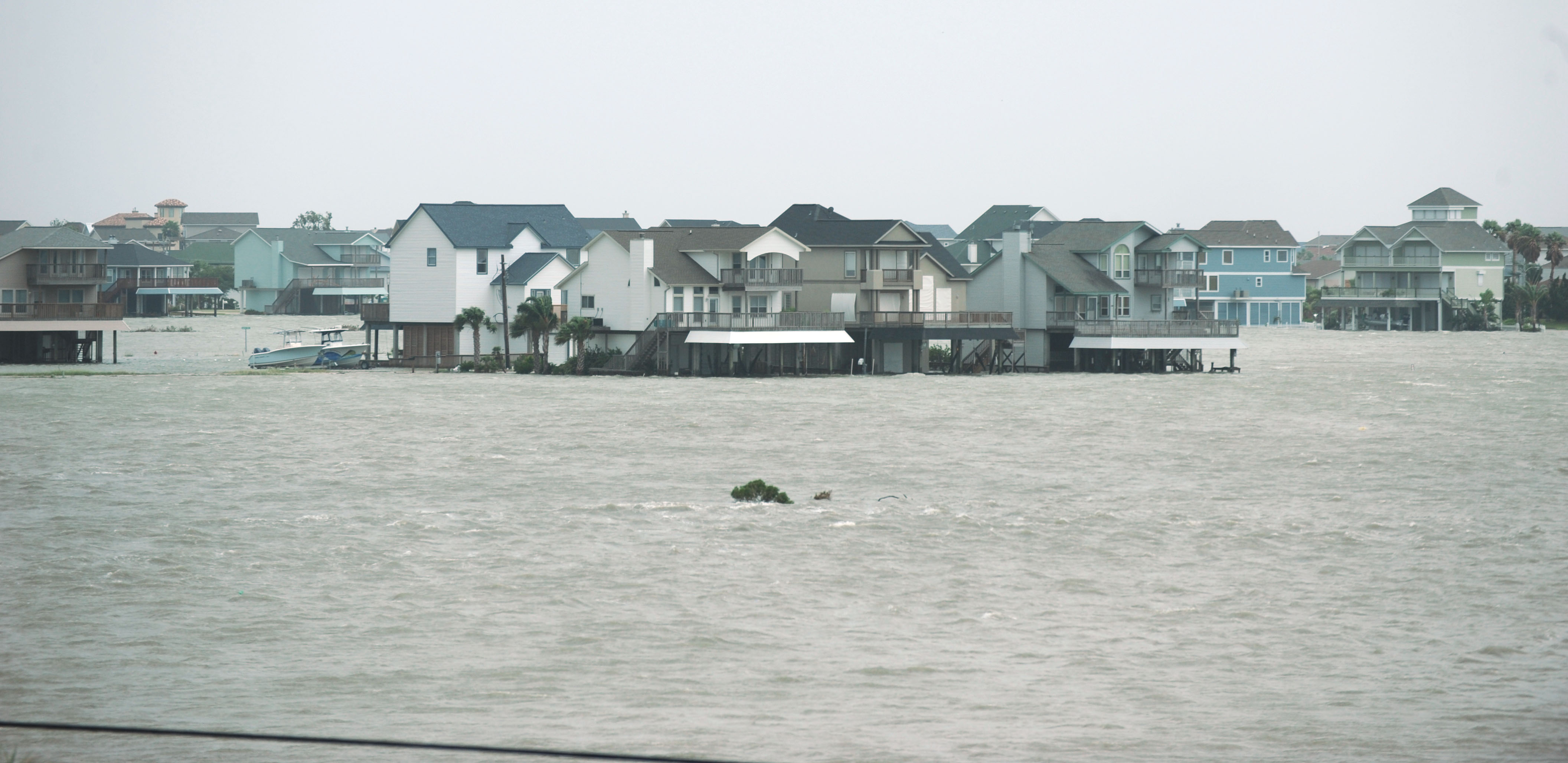
Sturmflut in Galveston, Texas

In Houston kam es durch den Hurrikan zu erheblichen Glasschäden in Hochhäusern wie dem 75-stöckigen JPMorgan Chase Tower, das Reliant Stadium wurde ebenfalls beschädigt. Die Tatsache, dass das Auge und die stärksten Winde des Hurrikans direkt über die Stadt zogen, führte dazu, dass auch zwei Wochen nach der Passage von Ike die Stromversorgung noch nicht für alle Bewohner wiederhergestellt war. Da sich das System recht schnell vorwärts bewegte, war für Houston die Sturmflut nicht so entscheidend, trotz der geographischen Verhältnisse und der flachen Küste.
Auf der Bolivar Peninsula wurden Dutzende von Bewohnern gerettet, als bereits vor dem Eintreffen des Hurrikans die Sturmflut auf 3,7 m über dem Meeresspiegel anstieg. Die Halbinsel bekam den Großteil von Ikes vorderem rechten Quadranten zu spüren und die größten Schäden betrafen das Gebiet zwischen dem Rollover Pass und Gilchrist. Bei einem Wirbelsturm treten innerhalb des Radius der größten Winde die schwersten Schäden rechts der Zugbahn auf.
Das Johnson Space Center der NASA spürte ebenfalls die Auswirkungen des Hurrikans, ebenso wie Ellington Field. Die Schäden an Einrichtungen der NASA betreffen hauptsächlich Dächer und Sonnensegel.
Als am 8. September 1900 der Galveston-Hurrikan auf einer ähnlichen Route über Galveston hinwegzog, setzte die Sturmflut den größten Teil von Galveston Island unter Wasser. Galveston war damals die größte Stadt in Texas und einer der wichtigsten Häfen in den Vereinigten Staaten. Ein Großteil der Stadt wurde zerstört und mehr als 6000 Bewohner starben innerhalb weniger Stunden. Später wurde die durchschnittliche Höhe der Insel durch Aufschüttungen um 120 cm erhöht und eine fünf Meter hohe Mole gebaut, um herankommende Wellen zu brechen.

#### Küstenferne Bundesstaaten

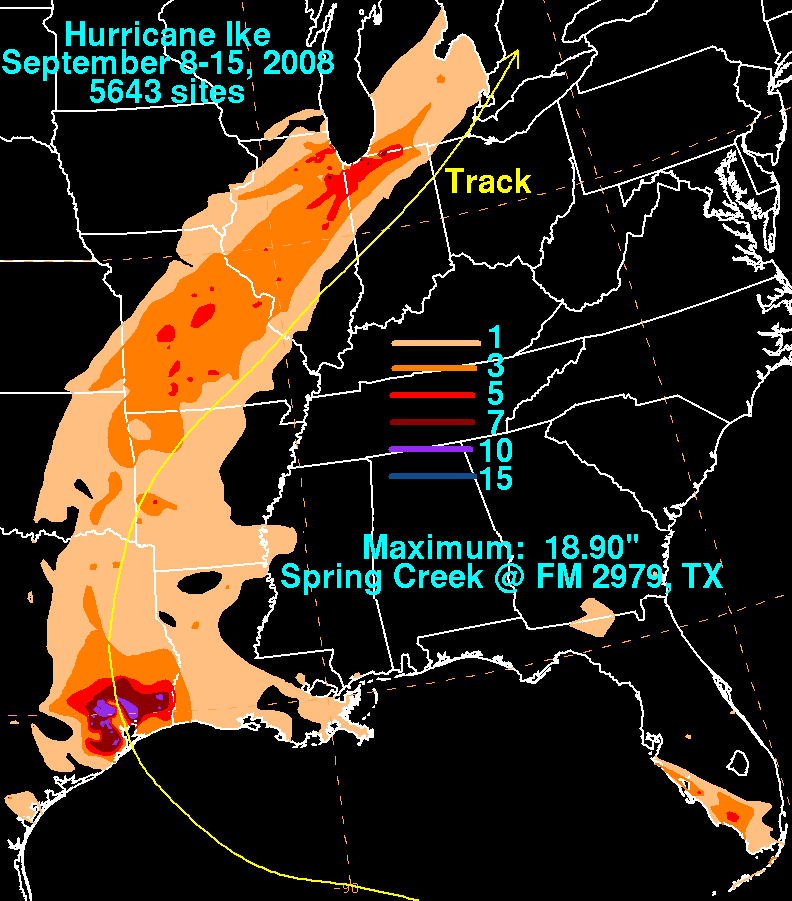
Kumulierte Niederschlagsmengen durch Hurrikan Ike in den Vereinigten Staaten

Nachdem Ike am 14. September durch extratropischen Übergang außertropisch wurde und durch einen kurzwelligen Trog in der Höhe verstärkt wurde, gerieten das Ohio Valley und der Mittlere Westen in den Einfluss eines Sturmgebiets mit wesentlichen Regenfällen und Überflutungen. Verschiedene Gebiete in Illinois und Indiana, die bereits durch eine Regenfront im Norden mit Niederschlägen versorgt worden waren, verzeichneten weitere Regenfälle. Aufgrund der Überflutungen in Chicago erklärte Todd Stroger den Notstand für das Cook County. Östlich des Sturmzentrums, in Teilen von Kentucky, Indiana, Ohio und Pennsylvania, wurden Windböen in Orkanstärke beobachtet, die Schaden an Gebäuden verursachten und Bäume umrissen. Der internationale Flughafen von Louisville in Kentucky musste zeitweise geschlossen werden. Die Stromausfälle waren die zweitreichsten seit rund drei Jahrzehnten. In Kentucky betrafen die Stromausfälle rund 300.000 Haushalte in der Umgebung von Louisville, in der Metropolregion Cincinnati waren mehr als 927.000 Abnehmer betroffen. Gouverneur Steve Beshear rief für den Bundesstaat Kentucky den Notstand aus. Auch am Cincinnati-Northern Kentucky International Airport wurde der Flugbetrieb vorübergehend eingestellt, weil der Kontrollturm evakuiert werden musste. In Cincinnati, Ohio, wurden zahlreiche Schäden an Dächern gemeldet und Windböen von 120 km/h wurden in Columbus gemessen, Auch für Ohio wurde der Notstand erklärt. mehr als 120 km/h erreichten Böen auch in Salem. In Indiana verursachte der Sturm Stromausfälle für mehr als 200.000 Haushalte. Der Flughafen Indianapolis meldete Windböen mit mehr als 100 km/h.
In Arkansas waren rund 200.000 Kunden ohne Strom; es war der größte Stromausfall seit einem Eissturm im Jahr 2000.
In der Umgebung von Dayton, Ohio, fiel am Nachmittag des 14. Septembers die Stromversorgung für 300.000 der 515.000 Kunden von Dayton Power & Light Co. aus; vier Tage später waren noch rund 90.000 Kunden ohne elektrischen Strom. Ähnlich schwer getroffen wurden die Mitte (mehr als 350.000 betroffene Kunden) und der Nordosten von Ohio (mehr als 310.000 Kunden ohne Strom) sowie Illinois (49.000 Haushalte ohne Strom), Missouri (85,000) und der Westen von Pennsylvania (mehr als 180.000 Haushalte ohne Stromversorgung). In Indiana trafen die Stromausfälle rund 350.000 Abnehmer, vor allem in den südlichen Gebieten des Bundesstaats. In New York waren mehr als 100.000 Haushalte ohne Energie. In den küstenfernen Bundesstaaten töteten die Auswirkungen von Ike 23 Personen.

### Kanada

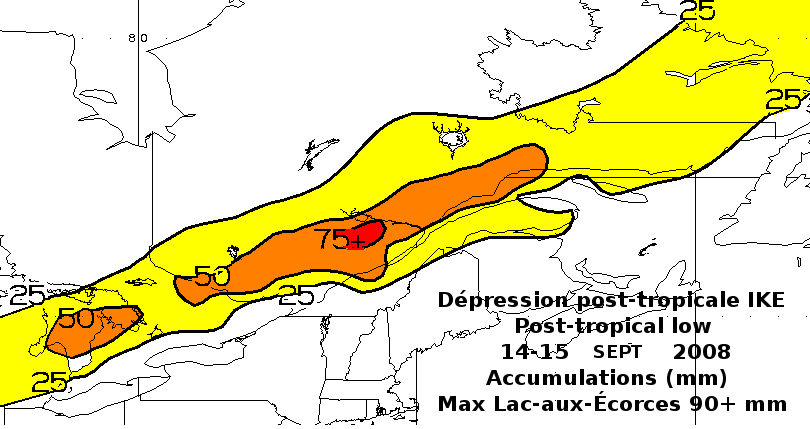
Niederschlagsmengen durch Ike in Kanada

Das Resttief des Hurrikans brachte am 14. September Rekordniederschläge nach Ontario, insbesondere in der Umgebung von Windsor. Das Regengebiet folgte einem langsam ziehenden Frontensystem, welches die Stadt schon am Tag zuvor mit 75,2 mm Niederschlag bedeckt hatte, weswegen der Boden mit Nässe bereits gesättigt war. Mit Windböen, die rund 80 km/h Windstärke 9 erreichten, verursachte Ike als außertropischer Sturm zumeist Schäden an Stromleitungen und durch herunterbrechende Äste; Starkregen führte vereinzelt zu überfluteten Straßen. Auf der Bruce Peninsula wurden Straßen weggespült und in London stürzten Bäume um. Das Sturmzentrum zog weiter nach Osten und verursachte entlang des Sankt-Lorenz-Stroms weitere Schäden durch Wind und Regen. In Ontario verloren 25.000 Haushalte die Versorgung mit elektrischer Energie, wovon insbesondere Belleville, Brockville, Bancroft, Peterborough, Bowmanville, Huntsville und Timmins betroffen waren.
In Québec fielen in den Regionen Hautes-Laurentides, Haute-Mauricie, Saguenay–Lac-Saint-Jean, Charlevoix und Côte-Nord nördlich des Sankt-Lorenz-Stroms zwischen 50 und 70 mm Niederschlag, wobei die stärksten Regenfälle mit mehr als 90 mm zwischen Lac-St-Jean und der Réserve faunique des Laurentides gemessen wurden. Am Fluss selbst waren die Niederschläge weniger intensiv und summierten sich auf 10–30 mm, wobei die Umgebung der Stadt Québec mit etwa 50 mm, die weitgehend innerhalb der Stunde zwischen 19:00 und 20:00 Uhr Ortszeit fielen, einen Spitzenwert erreichte. Die Regenfälle führten örtlich zu Überschwemmungen und Sturzfluten, wodurch eine Hauptstraßenverbindung gesperrt werden musste. In Montreal führte die hohe Luftfeuchtigkeit zu einer Betriebsstörung bei der Untergrundbahn, von der zahlreiche Pendler betroffen waren. Der Sturm verursachte auch in der Umgebung von Montreal, Laval, Estrie und Montérégie Stromausfälle in etwa 25.000 Haushalten, und als er die Magdalenen-Inseln erreichte, hatte er noch ausreichend Kraft, um ein Segelboot zum Untergang zu bringen. Die sechs Passagiere wurden durch einen Hubschrauber der Kanadischen Küstenwache gerettet.
Die kurzfristige Erhöhung der Benzinpreise, die Ike verursachte, als Ike Spike bezeichnet, war in Kanada recht deutlich und betrug zwischen 15 und 20 kanadischen Cent pro Liter.

## Folgen

### Umweltschäden
Durch Wind und Wellen im Zusammenhang mit Hurrikan Ike wurden Ölbohrplattformen beschädigt, Lagertanks umgerissen und Pipelines barsten, wodurch ein immenser Umweltschaden entstand. Insgesamt wurden 448 Zwischenfälle gemeldet, bei denen Benzin, Öl und andere Substanzen in die Umwelt gelangten. Am stärksten betroffen waren die Industriegebiete bei Houston und Port Arthur sowie die Ölförderanlagen an der Küste von Louisiana.
Die United States Coast Guard und die Environmental Protection Agency sowie die zuständigen Einrichtungen des Bundesstaates registrierten mehr als 3000 Fälle von Umweltverschmutzungen, die der Hurrikan und seine Sturmflut entlang der texanischen Küste verursachten. Zumeist handelte es sich um aufgefundene Behälter für Propan, Farben und andere umweltschädliche Stoffe.